# Jílové u Držkova
Jílové u Držkova là một làng thuộc huyện Jablonec nad Nisou, vùng Liberecký, Cộng hòa Séc.